# Gran Premio de la Comunidad Valenciana de 2013

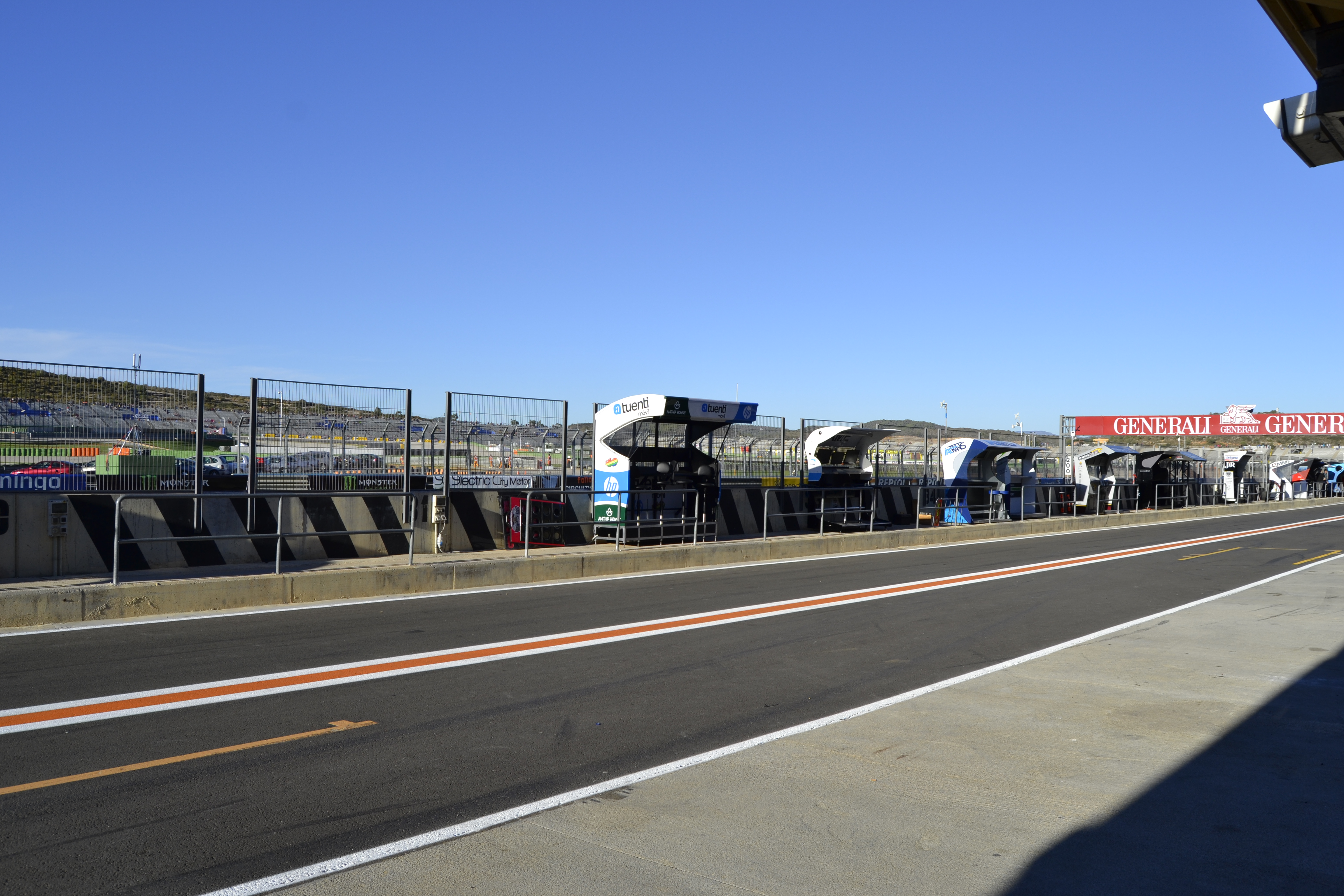
Paddock GP Comunidad Valenciana 2013

El Gran Premio de la Comunidad Valenciana de 2013 (oficialmente Gran Premio Generali  de la Comunitat Valenciana) fue la decimoctava prueba del Campeonato del Mundo de Motociclismo de 2013. Tuvo lugar en el fin de semana del 8 al 10 de noviembre de 2013 en el Circuito Ricardo Tormo situado en la localidad de Cheste, Comunidad Valenciana, España.
La carrera de MotoGP fue ganada por Jorge Lorenzo, seguido de Dani Pedrosa y Marc Márquez. Nico Terol fue el ganador de la carrera de Moto2, por delante de Jordi Torres y Johann Zarco. La carrera de Moto3 fue ganada por Maverick Viñales, Jonas Folger fue segundo y Álex Rins tercero.
Ese año dos de las tres categorías, MotoGP y Moto3, llegaban a la última carrera por decidir lo que incrementó la expectación creada en una temporada ajustada en las tres cilindradas.

## Resumen

### MotoGP
Lorenzo realizó una buena salida seguido por Pedrosa, Márquez y Rossi. Jorge tenía que ganar y que Marc quedase quinto o más atrás para ganar el Campeonato. En el primer paso por meta Dani adelantó a Jorge, y en la segunda curva Jorge se la devuelve para colocarse líder y agrupar la carrera. Por detrás Bautista pasó a Rossi y se colocó detrás de Marc. Los seis primeros giros se realizan al lento ritmo que marcaba Lorenzo intentando crear un grupo, con un intenso duelo entre Lorenzo y Pedrosa, que buscaba escaparse, en el que los adelantamientos mutuos se fueron sucedido hasta que en la vuelta nueve, el pique entre ellos provocó que se cuelen en una curva y esta circunstancia fue aprovechada por Márquez para ponerse líder de la carrera. Jorge lo dio todo, consiguió ponerse a su rueda y lo adelantó sin que Marc pusiera resistencia. Pedrosa tardó unas vueltas en ponerse tercero pero Jorge tiró y abrió hueco, Marc se conformó y Dani parecía que no era capaz de enganchar a Marc. Lorenzo y Márquez se han escapado y han estirado la carrera mientras desde el muro, Yamaha pedía a Jorge que bajara el ritmo aunque el balear continuó aumentando su diferencia sobre las Hondas de Márquez y Pedrosa que rodaban juntos. Faltado siete vueltas de carrera ya no hay opciones para Jorge, lo más que se puede esperar es que Dani adelante a Marc, pero eso a Jorge no le sirve de nada. A falta de cinco sucede, Pedrosa adelanta a Márquez tras una señal del líder de la general, Marc se ha girado y le ha señalado por donde le tenía que adelantar. Estaba hecho, Márquez no pensaba arriesgar ni lo más mínimo porque tenía el título en el bolsillo. Jorge Lorenzo entra en meta primero, seguido por Dani Pedrosa con Marc Márquez en tercera posición, que se proclama Campeón del Mundo de MotoGP en su primer año en la Categoría Reina. La carrera se la llevó su rival en la lucha por el título, Lorenzo, aunque la victoria ha sido insuficiente para superar la ventaja de trece puntos que tenía Márquez, que ha logrado el título con una renta de cuatro puntos. El piloto de Cervera hizo historia al convertirse en el campeón del Mundo de MotoGP más joven de la historia (20 años y 266 días) y en el primer piloto en lograr el título en su primera temporada en la máxima categoría, en la que ha acumulado seis victorias y nueve poles. Márquez inscribe su nombre junto a Rossi, Hayden, Stoner y Lorenzo en la lista de Campeones del Mundo de MotoGP y se ha convertido en el campeón número veintiséis de la categoría reina desde que se celebra el Mundial, tercer español tras Alex Crivillé y Lorenzo.

### Moto2
Nico Terol fue el ganador de en casa en Moto2. El alcoyano lideró el doblete del Mapfre Aspar Team en su carrera en casa, con su compañero Jordi Torres segundo y el francés Johan Zarco en tercera posición. Terol se mostró muy satisfecho tras la carrera en solitario con la que consiguió su tercera victoria de la temporada. El campeonato estaba decidido en Moto2 pero Pol Espargaró realizó una extraordinaria salida y consigue una buena distancia de Luthi y Terol que iban en segunda y tercera posición respectivamente. Redding decide correr en Cheste para mantener el subcampeonato aunque está muy tocado de su lesión. Nico se colocó rápidamente en segunda posición, Torres es cuarto y Tito Rabat quinto. Pasan las vueltas sin cambios, Torres cuarto, Terol segundo y Pol líder cuando se fue al suelo a falta de veinte vueltas, aunque consiguió volver a la pista. Torres consigue ponerse tercero, está a casi dos segundos de Corsi pero intenta cogerlo para luchar por la segunda plaza e incluso por la victoria. Torres llegó a Corsi y lo superó, pero Terol está rodando en solitario a un ritmo muy alto. Por detrás Zarco luchó por llegar a Corsi y conseguir un podio. En la última vuelta se puso a su rueda, quería el podio y lo intentó hasta el final. Cruzan la línea de meta en paralelo. Apoyándose con los codos incluso, Nico Terol consigue la victoria en Cheste, Jordi Torres en segunda posición y finalmente Zarco tercero. Pol Espargaró acaba la carrera con pundonor en la vigésimo novena posición.

### Moto3
Alex Rins desaprovechó su salida desde la pole, Salom hizo una buena salida y se puso líder seguido de Maverick, Folger, Rins y Márquez, aunque en el primer giro de derechas Maverick aprovechó y se coló por dentro para colocarse primero. En pocas curvas Rins se colocó tercero, se decide el campeonato entre los tres de cabeza, sólo les valía ganar. Empieza el baile de adelantamientos. Rins se puso segundo, Salom se la devuelve y Maverick les sacó unos metros de ventaja mientras Miller y Folger se unen al grupo de cabeza. Las siguientes vueltas siguieron con la misma tónica que llevará toda la carrera: Salom aprovechó la aspiración en la recta de meta para superar a Viñales, pero dos giros después sería a la inversa; seis vueltas más tarde Salom logró superar a sus dos rivales, pero inmediatamente después le superan los dos a la vez; Rins se colocó primero a falta de diez vueltas para el final y, sin intervención de nadie, Salom se fue al suelo. Puede volver a pista pero la moto estaba dañada. El Mundial es cosa de dos: Rins y Viñales. Los dos pilotos saben lo que se juegan. Viñales tenía a cuatro vueltas del final escasos metros de ventaja que podría aprovechar si da un tirón muy fuerte, pero llevaba liderando toda la carrera y no había conseguido irse, todo apunta a que el campeonato se decidiría en la última vuelta. La igualdad entre los dos aspirantes es máxima, tanto, que en estas últimas vueltas se llegan a producir hasta una veintena de adelantamientos. Tres vueltas para el final y Rins pasa a liderar la carrera. Hay que tener cuidado con Folger que se ha unido al grupo, no tiene nada que perder y puede ser decisivo en el final de la carrera. Dos vueltas, Viñales lo intenta y se cuela un poco, sigue segundo. Lo consigue, Maverick para a Rins y así llegan a la última vuelta. Apoteósica última vuelta, en la que se llegan a adelantar hasta en cinco ocasiones. Rins se atreve en la curva de entrada a meta por fuera, pero Viñales le responde por el interior y entra en la recta de meta en cabeza con una ventaja mínima (0.186) pero suficiente para cruzar primero bajo la bandera de cuadros y convertirse en el primer piloto que se proclama Campeón del Mundo de Moto3 en Cheste. En segunda posición queda finalmente Folger y completa el pódium Rins. Impresionante carrera y gran temporada para Maverick Viñales, Alex Rins y Luis Salom. Mención especial para Ana Carrasco que logró una muy buena octava posición. Salom y Maverick correrán la siguiente temporada en la categoría de Moto2 (equipo de Sito Pons), mientras que Rins continuará en Moto3.

## Resultados

### MotoGP
| Pos     | N.º | Piloto           | Marca        | Vueltas | Tiempo    | Parrilla | Puntos |
| ------- | --- | ---------------- | ------------ | ------- | --------- | -------- | ------ |
| 1       | 99  | Jorge Lorenzo    | Yamaha       | 30      | 46:10.302 | 2        | 25     |
| 2       | 26  | Dani Pedrosa     | Honda        | 30      | +3.934    | 3        | 20     |
| 3       | 93  | Marc Márquez     | Honda        | 30      | +7.357    | 1        | 16     |
| 4       | 46  | Valentino Rossi  | Yamaha       | 30      | +10.579   | 4        | 13     |
| 5       | 19  | Álvaro Bautista  | Honda        | 30      | +14.965   | 7        | 11     |
| 6       | 6   | Stefan Bradl     | Honda        | 30      | +24.399   | 8        | 10     |
| 7       | 38  | Bradley Smith    | Yamaha       | 30      | +29.043   | 6        | 9      |
| 8       | 69  | Nicky Hayden     | Ducati       | 30      | +39.893   | 8        | 8      |
| 9       | 4   | Andrea Dovizioso | Ducati       | 30      | +53.196   | 9        | 7      |
| 10      | 51  | Michele Pirro    | Ducati       | 30      | +1:02.983 | 17       | 6      |
| 11      | 41  | Aleix Espargaró  | ART          | 30      | +1:04.197 | 14       | 5      |
| 12      | 8   | Héctor Barberá   | FTR          | 30      | +1:06.826 | 13       | 4      |
| 13      | 71  | Claudio Corti    | FTR Kawasaki | 30      | +1:11.481 | 15       | 3      |
| 14      | 9   | Danilo Petrucci  | Ioda-Suter   | 30      | +1:13.643 | 12       | 2      |
| 15      | 5   | Colin Edwards    | FTR Kawasaki | 30      | +1:24.249 | 18       | 1      |
| 16      | 7   | Hiroshi Aoyama   | FTR          | 30      | +1:33.010 | 19       |        |
| 17      | 70  | Michael Laverty  | ART          | 29      | +1 vuelta | 21       |        |
| 18      | 23  | Luca Scassa      | ART          | 29      | +1 vuelta | 22       |        |
| 19      | 67  | Bryan Staring    | FTR Honda    | 29      | +1 vuelta | 23       |        |
| 20      | 45  | Martin Bauer     | S&B Suter    | 29      | +1 vuelta | 26       |        |
| Ret     | 29  | Andrea Iannone   | Ducati       | 26      | Colisión  | 11       |        |
| Ret     | 14  | Randy de Puniet  | ART          | 23      | Retirado  | 20       |        |
| Ret     | 35  | Cal Crutchlow    | Yamaha       | 9       | Colisión  | 5        |        |
| Ret     | 68  | Yonny Hernández  | Ducati       | 8       | Retirado  | 16       |        |
| Ret     | 52  | Lukáš Pešek      | Ioda-Suter   | 3       | Colisión  | 25       |        |
| Ret     | 50  | Damian Cudlin    | PBM          | 3       | Colisión  | 24       |        |
| Fuente: |     |                  |              |         |           |          |        |

### Moto2
| Pos     | N.º | Piloto              | Marca    | Vueltas | Tiempo                | Parrilla | Puntos |
| ------- | --- | ------------------- | -------- | ------- | --------------------- | -------- | ------ |
| 1       | 18  | Nicolás Terol       | Suter    | 27      | 43:24.972             | 6        | 25     |
| 2       | 81  | Jordi Torres        | Suter    | 27      | +4.047                | 3        | 20     |
| 3       | 5   | Johann Zarco        | Suter    | 27      | +5.993                | 8        | 16     |
| 4       | 3   | Simone Corsi        | Speed Up | 27      | +5.994                | 2        | 13     |
| 5       | 80  | Esteve Rabat        | Kalex    | 27      | +8.316                | 4        | 11     |
| 6       | 15  | Alex de Angelis     | Speed Up | 27      | +10.596               | 7        | 10     |
| 7       | 12  | Thomas Lüthi        | Suter    | 27      | +11.219               | 5        | 9      |
| 8       | 95  | Anthony West        | Speed Up | 27      | +12.334               | 21       | 8      |
| 9       | 54  | Mattia Pasini       | Speed Up | 27      | +13.383               | 16       | 7      |
| 10      | 77  | Dominique Aegerter  | Suter    | 27      | +14.609               | 11       | 6      |
| 11      | 60  | Julián Simón        | Kalex    | 27      | +14.805               | 15       | 5      |
| 12      | 19  | Xavier Siméon       | Kalex    | 27      | +18.168               | 9        | 4      |
| 13      | 30  | Takaaki Nakagami    | Kalex    | 27      | +18.792               | 10       | 3      |
| 14      | 36  | Mika Kallio         | Kalex    | 27      | +23.555               | 12       | 2      |
| 15      | 45  | Scott Redding       | Kalex    | 27      | +27.479               | 17       | 1      |
| 16      | 11  | Sandro Cortese      | Kalex    | 27      | +35.021               | 14       |        |
| 17      | 94  | Franco Morbidelli   | Suter    | 27      | +35.314               | 23       |        |
| 18      | 23  | Marcel Schrötter    | Kalex    | 27      | +35.323               | 19       |        |
| 19      | 8   | Gino Rea            | FTR      | 27      | +35.405               | 13       |        |
| 20      | 49  | Axel Pons           | Kalex    | 27      | +35.420               | 25       |        |
| 21      | 4   | Randy Krummenacher  | Suter    | 27      | +36.372               | 20       |        |
| 22      | 88  | Ricard Cardús       | Speed Up | 27      | +41.540               | 18       |        |
| 23      | 96  | Louis Rossi         | Tech 3   | 27      | +43.455               | 22       |        |
| 24      | 99  | Lucas Mahias        | Tech 3   | 27      | +50.510               | 26       |        |
| 25      | 25  | Azlan Shah          | Moriwaki | 27      | +1.04.591             | 28       |        |
| 26      | 44  | Steven Odendaal     | Speed Up | 27      | +1:04.667             | 30       |        |
| 27      | 7   | Doni Tata Pradita   | Suter    | 27      | +1:05.070             | 32       |        |
| 28      | 17  | Alberto Moncayo     | Speed Up | 27      | +1:24.368             | 31       |        |
| 29      | 40  | Pol Espargaró       | Kalex    | 27      | +1:33.265             | 1        |        |
| 30      | 34  | Ezequiel Iturrioz   | Kalex    | 26      | +1 vuelta             | 33       |        |
| Ret     | 31  | Kohta Nozane        | Motobi   | 14      | Colisión              | 27       |        |
| Ret     | 97  | Rafid Topan Sucipto | Speed Up | 6       | Colisión              | 29       |        |
| Ret     | 55  | Hafizh Syahrin      | Kalex    | 5       | Retirado              | 24       |        |
| DNS     | 92  | Álex Mariñelarena   | Kalex    |         | No comenzó la carrera |          |        |
| Fuente: |     |                     |          |         |                       |          |        |

### Moto3
| Pos     | N.º | Piloto                 | Marca     | Vueltas | Tiempo                | Parrilla | Puntos |
| ------- | --- | ---------------------- | --------- | ------- | --------------------- | -------- | ------ |
| 1       | 25  | Maverick Viñales       | KTM       | 24      | 40:12.463             | 3        | 25     |
| 2       | 94  | Jonas Folger           | Kalex KTM | 24      | +0.186                | 4        | 20     |
| 3       | 42  | Álex Rins              | KTM       | 24      | +0.187                | 1        | 16     |
| 4       | 12  | Álex Márquez           | KTM       | 24      | +13.666               | 7        | 13     |
| 5       | 7   | Efrén Vázquez          | Mahindra  | 24      | +13.708               | 10       | 11     |
| 6       | 10  | Alexis Masbou          | FTR Honda | 24      | +28.587               | 8        | 10     |
| 7       | 32  | Isaac Viñales          | FTR Honda | 24      | +28.776               | 19       | 9      |
| 8       | 22  | Ana Carrasco           | KTM       | 24      | +28.794               | 13       | 8      |
| 9       | 65  | Philipp Öttl           | Kalex KTM | 24      | +28.953               | 14       | 7      |
| 10      | 44  | Miguel Oliveira        | Mahindra  | 24      | +29.185               | 17       | 6      |
| 11      | 5   | Romano Fenati          | FTR Honda | 24      | +29.347               | 11       | 5      |
| 12      | 41  | Brad Binder            | Mahindra  | 24      | +29.507               | 12       | 4      |
| 13      | 63  | Zulfahmi Khairuddin    | KTM       | 24      | +30.666               | 9        | 3      |
| 14      | 39  | Luis Salom             | KTM       | 24      | +34.153               | 2        | 2      |
| 15      | 3   | Matteo Ferrari         | FTR Honda | 24      | +37.518               | 22       | 1      |
| 16      | 84  | Jakub Kornfeil         | Kalex KTM | 24      | +38.056               | 20       |        |
| 17      | 57  | Eric Granado           | Kalex KTM | 24      | +38.487               | 24       |        |
| 18      | 61  | Arthur Sissis          | KTM       | 24      | +42.363               | 23       |        |
| 19      | 29  | Hyuga Watanabe         | FTR Honda | 24      | +42.619               | 28       |        |
| 20      | 77  | Lorenzo Baldassarri    | FTR Honda | 24      | +43.890               | 21       |        |
| 21      | 53  | Jasper Iwema           | Kalex KTM | 24      | +44.620               | 18       |        |
| 22      | 49  | Jorge Navarro          | MIR Honda | 24      | +58.149               | 30       |        |
| 23      | 58  | Juan Francisco Guevara | TSR Honda | 24      | +1:12.585             | 26       |        |
| 24      | 9   | Toni Finsterbusch      | Kalex KTM | 24      | +1:13.367             | 31       |        |
| 25      | 80  | Hafiq Azmi             | FTR Honda | 24      | +1:13.461             | 32       |        |
| 26      | 66  | Florian Alt            | Kalex KTM | 24      | +1:15.260             | 33       |        |
| 27      | 23  | Niccolò Antonelli      | FTR Honda | 23      | +1 vuelta             | 6        |        |
| Ret     | 8   | Jack Miller            | FTR Honda | 18      | Colisión              | 5        |        |
| Ret     | 4   | Francesco Bagnaia      | FTR Honda | 13      | Retirado              | 27       |        |
| Ret     | 11  | Livio Loi              | Kalex KTM | 12      | Colisión              | 25       |        |
| Ret     | 31  | Niklas Ajo             | KTM       | 11      | Colisión              | 15       |        |
| Ret     | 21  | Luca Amato             | Mahindra  | 11      | Colisión              | 29       |        |
| Ret     | 17  | John McPhee            | FTR Honda | 8       | Colisión              | 16       |        |
| DNS     | 89  | Alan Techer            | TSR Honda |         | No comenzó la carrera |          |        |
| Fuente: |     |                        |           |         |                       |          |        |